# Bộ Môn (門)
Bộ Môn, bộ thứ 169 có nghĩa là "cửa" là 1 trong 9 bộ có 8 nét trong số 214 bộ thủ Khang Hy.
Trong Từ điển Khang Hy có 246 chữ (trong số hơn 40.000) được tìm thấy chứa bộ này.

## Tự hình Bộ Môn (門)

Giáp cốt văn
Kim văn
Đại triện
Tiểu triện

## Chữ thuộc Bộ Môn (門)
| Số nét bổ sung | Chữ Hán phồn thể                                                  | Chữ Hán giản thể              |
| -------------- | ----------------------------------------------------------------- | ----------------------------- |
| 0              | 門                                                                | 门                            |
| 1              | 閁 閂                                                             | 闩                            |
| 2              | 閃 閄 閅                                                          | 闪 们                         |
| 3              | 䦌 䦍 閆 閇 閈 閉 閊                                              | 闫 闬 闭 问 闯                |
| 4              | 䦎 䦏 䦐 䦑 開 閌 閍 閎 閏 閐 閑 閒 間 閔 閕 閖 閗                | 闰 闱 闲 闳 间 闵 闶 闷       |
| 5              | 䦒 䦓 䦔 閘 閙 閚 閛 閜 閝 閞 閟 閠 闸                            | 闹                            |
| 6              | 䦕 䦖 䦗 䦘 䦙 䦚 䦛 䦶 閡 関 閣 閤 閥 閦 閧 閨 閩 閪             | 闺 闻 闼 闽 闾 闿 阀 阁 阂    |
| 7              | 䦜 䦝 䦞 䦟 䦷 閫 閬 閭 閮 閯 閰 閱 閲 閳 閴 阃                   | 阄 阅 阆 閭                   |
| 8              | 䦠 䦡 䦢 䦣 䦤 䦥 䦦 䦧 䦨 閵 閶 閸 閹 閺 閻 閼 閽 閾 閿 闀 闁 闂 | 阇 阈 阉 阊 阋 阌 阍 阎 阏 阐 |
| 9              | 䦩 䦪 䦫 䦬 䦭 䦮 䦯 䦸 閷 闃 闄 闅 闆 闇 闈 闉 闊 闋 闌 闍 闎 闏 | 阑 阒 阓 阔 阕                |
| 10             | 闐 闑 闒 闓 闔 闕 闖 闗 闘                                        | 阖 阗 阘 阙                   |
| 11             | 䦰 闙 闚 闛 關 闝                                                 | 阚                            |
| 12             | 䦱 闞 闟 闠 闡                                                    |                               |
| 13             | 䦲 䦳 䦴 闢 闣 闤 闥 闦                                           | 阛                            |
| 14             | 䦵 闧                                                             |                               |